# Eduardo Corte
Pour les articles homonymes, voir Corte.
Corte  Cordero est un nom espagnol. Le premier nom de famille, en général paternel, est Corte ; le second, en général maternel, souvent omis, est Cordero.
Eduardo Corte Cordero, né le 24 novembre 1992 à Puebla, est un coureur cycliste mexicain. Il évolue au sein de l'équipe Canel's-ZeroUno.

## Biographie
En janvier 2017, il se classe neuvième d'une étape sur le Tour de San Juan arrivant à l'Alto Colorado, juste devant Vincenzo Nibali.

## Palmarès

### Par année
- 2015
  - Clásica Santa Rita :
    - Classement général
    - 1re étape
- 2016
  - 2e étape du Tour du Tlaxcala
  - 2e du Tour du Tlaxcala
- 2017
  - Clásica Orizabita
  - Clasica Tratados de Córdoba
  - 2e étape du Tour de la Révolution Mexicaine
  - 8e étape du Tour du Costa Rica
  - 2e du championnat du Mexique sur route
- 2018
  - 3e du Gran Premio FECOCI
- 2019
  - Carrera Ciclista Internacional por la Paz
- 2022
  - 5e étape du Tour of the Gila

### Classements mondiaux
| Année                                 | 2016  | 2017  | 2018  | 2019  | 2020 | 2021  | 2022  |
| ------------------------------------- | ----- | ----- | ----- | ----- | ---- | ----- | ----- |
| Classement mondial                    | 2747e | 1984e | 2342e | 1453e | nc   | 2123e | 1717e |
| UCI America Tour                      | 551e  | 261e  | 306e  | 209e  | nc   | 354e  | 261e  |
|                                       |       |       |       |       |      |       |       |
| Légende : nc = non classéSource : UCI |       |       |       |       |      |       |       |